# Lyby distrikt
Lyby distrikt är ett distrikt i Hörby kommun och Skåne län. 
Distriktet ligger sydväst om Hörby. 

## Tidigare administrativ tillhörighet
Distriktet inrättades 2016 och utgörs av en del av området Hörby köping omfattade till 1971, delen som före 1969 utgjorde Lyby socken.
Området motsvarar den omfattning Lyby församling hade vid årsskiftet 1999/2000.